# Ixora raiateensis
Ixora raiateensis är en måreväxtart som beskrevs av John William Moore. Ixora raiateensis ingår i släktet Ixora och familjen måreväxter. Inga underarter finns listade i Catalogue of Life.